# Mesa Gitonia
Mesa Gitonia (griechisch Μέσα Γειτονιά) ist eine Stadt, ein Vorort und eine Gemeinde von Limassol im Bezirk Limassol in der Republik Zypern. Bei der Volkszählung im Jahr 2021 hatte sie 15.925 Einwohner.

## Name
Der Name von Mesa Gitonia ist auf seine Lage zurückzuführen, auf die Tatsache, dass es in die Tiefe einer Ebene gebaut wurde. Laut Jack C. Goodwin bedeutet das Wort etwas wie „innen“ (griechisch μέσα) oder „niedrige Tiefe“ (griechisch χαμηλώματα-βάθος).

## Lage und Umgebung

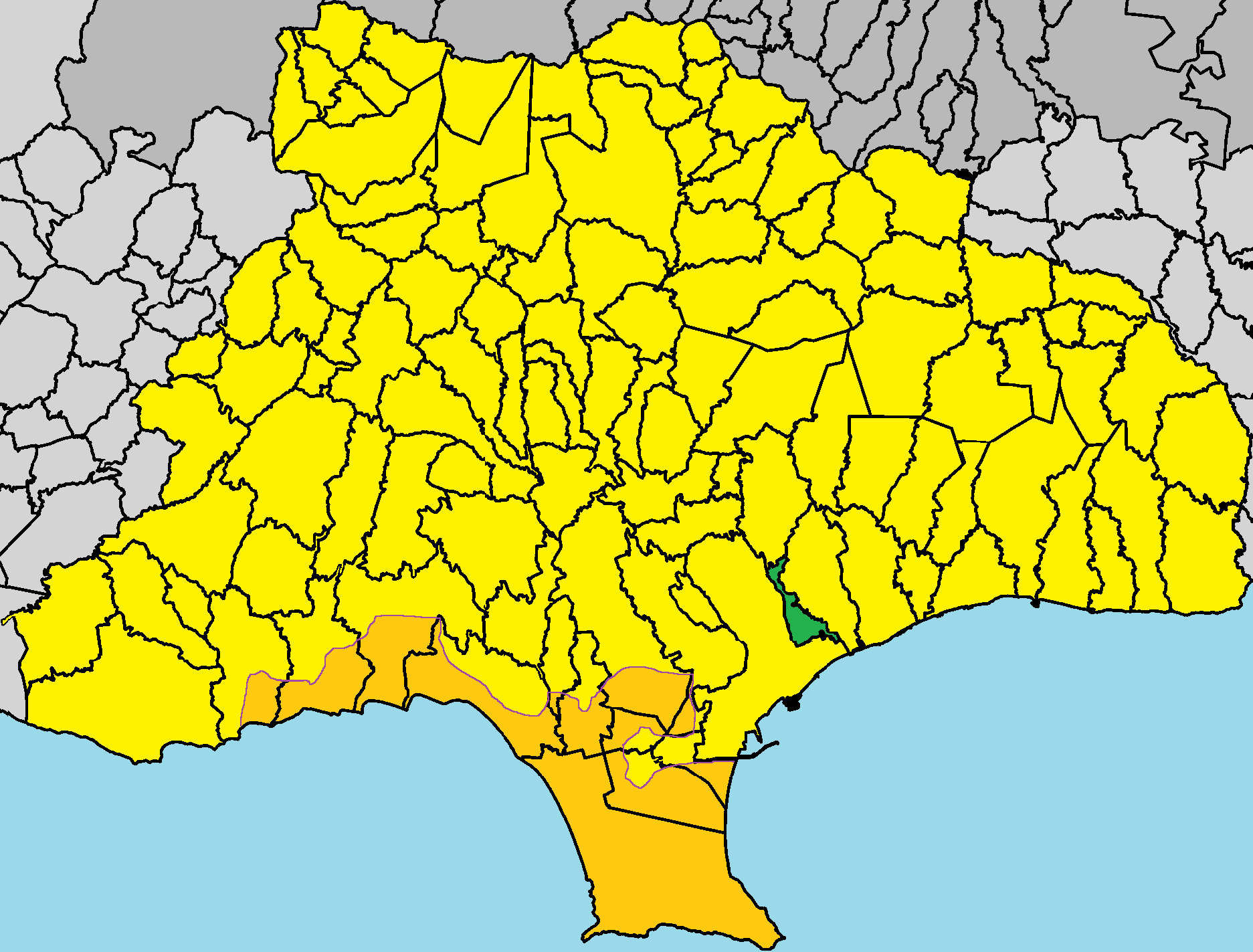
Lage im Bezirk Limassol

Mesa Gitonia liegt im Süden der Mittelmeerinsel Zypern im Großraum Limassol. Das etwa 3,6 Quadratkilometer große Dorf grenzt im Süden und Westen an die Stadt Limassol, im Osten an die Stadt Agios Athanasios und im Norden an Fasoula. Die Stadt kann über die A1 erreicht werden.
Die Stadt Mesa Gitonia ist zu Verwaltungszwecken in 4 Bezirke unterteilt:
- Chalkoutsa
- Kontovathkia
- Panthea
- Timios Prodromos

## Geschichte
Es ist möglich, dass die antike Siedlung Mesa Gitonia in byzantinischer Zeit (330–1191 n. Chr.) gegründet wurde. Aus verschiedenen Gründen (Erdbeben, Kriege, arabische Überfälle) wurde diese Siedlung jedoch zerstört. Alles, was überlebte, ist eine mittelalterliche Zisterne. In der weiteren Umgebung von Mesa Gitonia wurden geschnitzte Gräber mit Funden aus verschiedenen historischen Epochen (archaisch, klassisch, hellenistisch und römisch) gefunden. Während der fränkischen und venezianischen Zeit war Mesa Gitonia ein Lehen.
Während der türkischen Besatzung wurde Mesa Gitonia, wie alle Dörfer Zyperns, von einem Muhtar (Gemeindevorsteher) regiert. Während der Zeit der britischen Herrschaft blieb die Institution mit einigen Abweichungen erhalten. 1950 wurde das „Boards of Improvement Act“ erlassen. Mesa Gitonia wurde 1962 nach der Unabhängigkeitserklärung Zyperns aufgrund einer Zunahme seiner Bevölkerung zum Verbesserungsrat erklärt.
In den folgenden Jahrzehnten wuchs die Bevölkerung noch weiter, sodass am 23. Februar 1986 ein Referendum abgehalten wurde, um Mesa Gitonia zur Gemeinde zu erklären. Das Ergebnis des Referendums war positiv. Am 26. Mai 1986 fanden in Zypern Kommunalwahlen statt. Mesa Gitonia wählte seinen ersten Gemeinderat.

### Bevölkerungsentwicklung
Laut den in Zypern durchgeführten Volkszählungen war die Bevölkerung des Dorfes bis 1960 begrenzt. Hinzu kam, dass das Dorf Mesa Gitonia aufgrund des schlechten Zustands der Straßen von Limassol abgeschnitten war. Erst 1928 wurde es durch eine Brücke mit dem Nachbarort Agios Athanasios verbunden. Nach 1960 nahm die Bevölkerung zu, weil Mesa Gitonia die Urbanisierungswelle erhielt, d. h. die Bewohner der Bergregionen, die in stadtnahe Gebiete abwanderten.
Die folgende Tabelle zeigt die Bevölkerung von Mesa Gitonia, wie sie in den in Zypern durchgeführten Volkszählungen erfasst wurde.
| Jahr      | 1881 | 1891 | 1901 | 1911 | 1921 | 1931 | 1946 | 1960  | 1976  | 1982  | 1992   | 2001   | 2011   | 2021   |
| Einwohner | 117  | 144  | 203  | 229  | 275  | 284  | 434  | 2.898 | 8.542 | 8.685 | 11.533 | 13.565 | 14.477 | 15.925 |

## Politik

### Wappen
Das erste Wappen wurde 1986 entworfen, zu der Zeit, als Mesa Gitonia zur Gemeinde erklärt wurde. Der stellvertretende Bürgermeister und die Architektin Elenitsa Stavroulla haben es erstellt.
Im Jahr 2003 beschloss der Gemeinderat, eine öffentliche Ausschreibung zur Modernisierung des Gemeindewappens zu starten. Die Grafikdesignerin Souli Christou gewann den Auftrag und war diejenige, die das derzeit von der Gemeinde verwendete Wappen entwarf.

Wappen seit 2003

### Bürgermeister
Bürgermeister von Mesa Gitonia waren:
- Late Georgios Neofytou (1986–1996)
- Stelios Markides (1997–2001)
- Christos Messis (2002–Mai 2011)
- Pantelis Georgiou (Juni 2011–Dezember 2011)
- Doros Antoniou (ab 2012)[27]

### Gemeindepartnerschaften
Die Gemeinde Mesa Gitonia hat Partnerschaften mit:
- Thessaloniki (Griechenland)[28]
- Saronikos (Griechenland)[29]